# 마케도니아인
마케도니아인(마케도니아어: Македонци)은 북마케도니아의 주요 민족으로 남슬라브족을 가리키며, 북마케도니아의 국민(시민권자)를 말한다. 그리고 두 번째 의미로는 고대 그리스 시기에 활동했던 마케도니아 왕국을 세운 그리스계의 고대 마케도니아인들을 가리킨다. 오늘날에는 보통 마케도니아인이라는 표현은 남슬라브족에 속하는 마케도니아 민족을 가리키는 것으로 사용된다. 고대 마케도니아인은 지금은 사라진 민족이며, 기원전 2세기 로마가 마케도니아 지방을 점령하면서 고대 마케도니아인들은 로마인들과 완전히 동화되었다.

## 역사
예로 부터, 마케도니아인들은 알렉산드로스 대왕이 세운 마케도니아 제국을 기원으로 둔다. 하지만, 고대 마케도니아인들은 고대 그리스어와 동일한 고대 마케도니아어를 사용한 그리스계 민족인 것으로 알려져 있다.
서기 580년에 비잔티움 제국의 문헌에서는 아바르족과 불가르족의 도움을 받아 마케도니아 지방의 제국 영토를 침략해 나라를 건설한 슬라브족에 대한 기록이 나온다. 따라서 현재 존재하는 모든 마케도니아인들은 남슬라브어군에 속하는 마케도니아어를 사용하는 슬라브계 민족이다.
북마케도니아은 로마 제국, 비잔티움 제국, 오스만 제국, 세르비아 왕국, 유고슬라비아 사회주의 연방공화국 등을 거쳐서 1991년에 9월 8일에 평화적으로 독립을 선언하여, 마케도니아 공화국이라는 이름을 거쳐 북마케도니아 공화국이라는 이름으로 오늘에 이른다. 하지만, 그리스와의 이름에 대한 분쟁으로 그리스와 갈등을 겪기도 하였다.

## 문화
슬라브풍의 문화가 있다. 약간의 세르비아식의 문화도 있다.

## 거주 국가
북마케도니아에 대다수로 거주한다. 일부는 세르비아, 알바니아, 몬테네그로, 불가리아, 그리스등지에도 거주한다.

## 종교
마케도니아 정교회를 주로 믿는다. 일부는 세르비아 정교회나 이슬람교를 믿는 사람도 소수 있다.

## 언어
마케도니아어를 쓴다. 소수는 알바니아어, 세르비아어를 쓰는 마케도니아인도 간혹 있다.

## 같이 보기
- 불가리아인
- 세르브인
- 알바니아인